# アキュラ・TL
TL（ティーエル）は、本田技研工業が生産し、アキュラブランドで販売していたセダン型の乗用車である。アキュラ・ビガーの後継モデルとして1995年から2014年まで発売されたアキュラの最量販モデルである。2015年モデルよりTSXと統合されてTLXとなった。

## 初代 UA2/3型（1995-1998年）
1995年にビガーに代わって初代TLが発売された。
ワイド＆ローのシルエットは踏襲されたものの、マーケットからの居住性（主に後席）アップに応えるべく一回りサイズアップされた。日本国内では2代目ホンダ・インスパイア/初代ホンダ・セイバーとして販売された。
エンジンはビガーから引き継がれたG25A型と、2代目ホンダ・レジェンドに搭載されていたバンク角90度のC32A型の2種類がフロントミッドシップに搭載された。

## 2代目 UA5型（1998-2003年）
1998年に、フルモデルチェンジを迎える。
このモデルより生産はアメリカのオハイオ州にあるメアリズビル工場で行われ、日本へも3代目インスパイア/2代目セイバーとして輸入・販売された。
先代で採用されていたFFミッドシップレイアウトは直列5気筒エンジンと共に廃止され、新たに開発されたバンク角60度のJ32A型のみとなる。228ps仕様のエンジンに4速ATが組み合わされた。
2002年に、228ps仕様のエンジンに5速ATが組み合わされた標準仕様に加え、264ps仕様のエンジンに5速ATを組み合わせた「Type-S」が追加設定された。

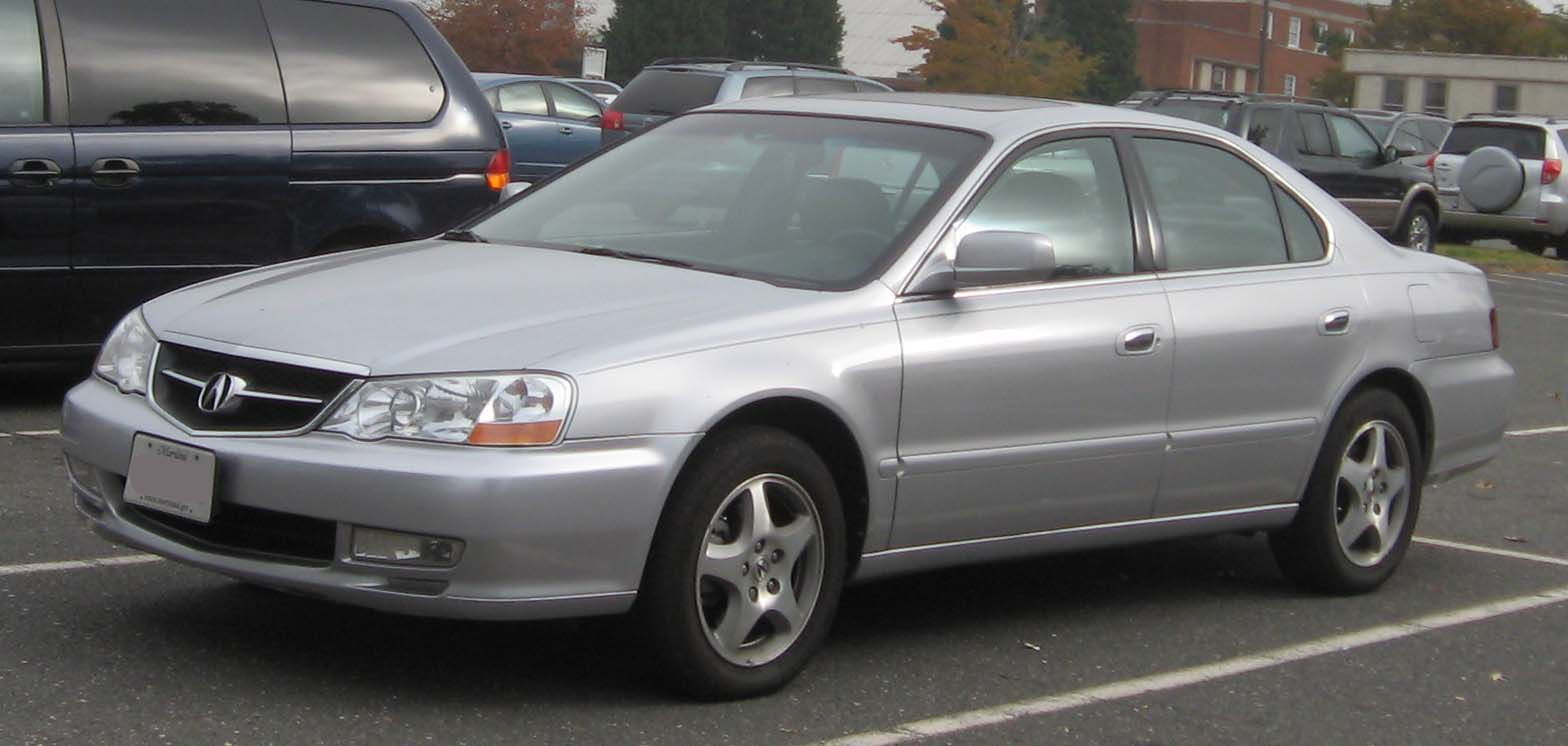
後期型
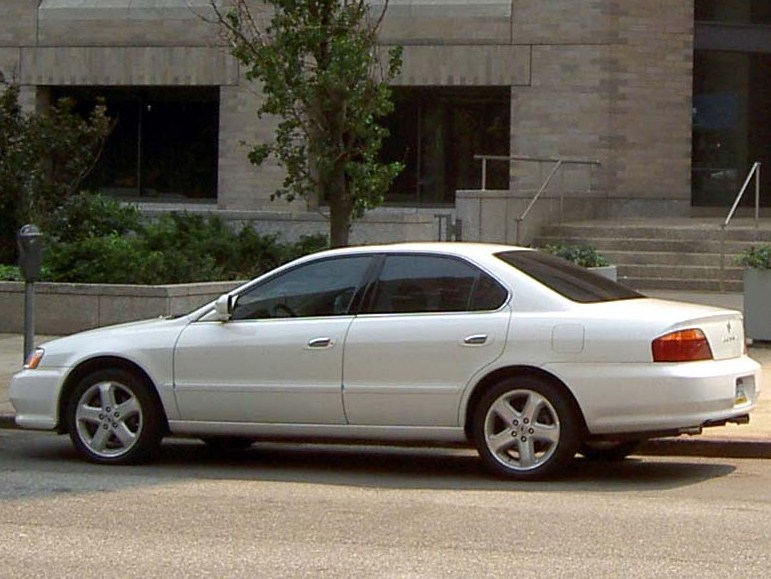
後期型リア

## 3代目 UA6/7型（2003-2008年）
2003年9月に、2度目のフルモデルチェンジを迎えた。
このモデルよりアキュラブランド専用モデルとなり、エンジンは先代同様J32A型1種類のみであるが、トランスミッションは5速ATと6速MTから選択可能となった。
2006年に、「Type-S」が追加され、エンジンはアキュラ・RLに搭載されていた286hpのJ35A型エンジンである。トランスミッションは5速ATと6速MTが組み合させた。また258hp仕様の標準仕様は5速ATのみの設定となった。
ボディ・デザインは、社内デザイナーであるジョン・イケダ。製造は、オハイオ州・メアリズビル工場（Marysville Auto Plant）で行われる。
アメリカでの人気と評価は高く、2005年の販売台数70,943台であった。

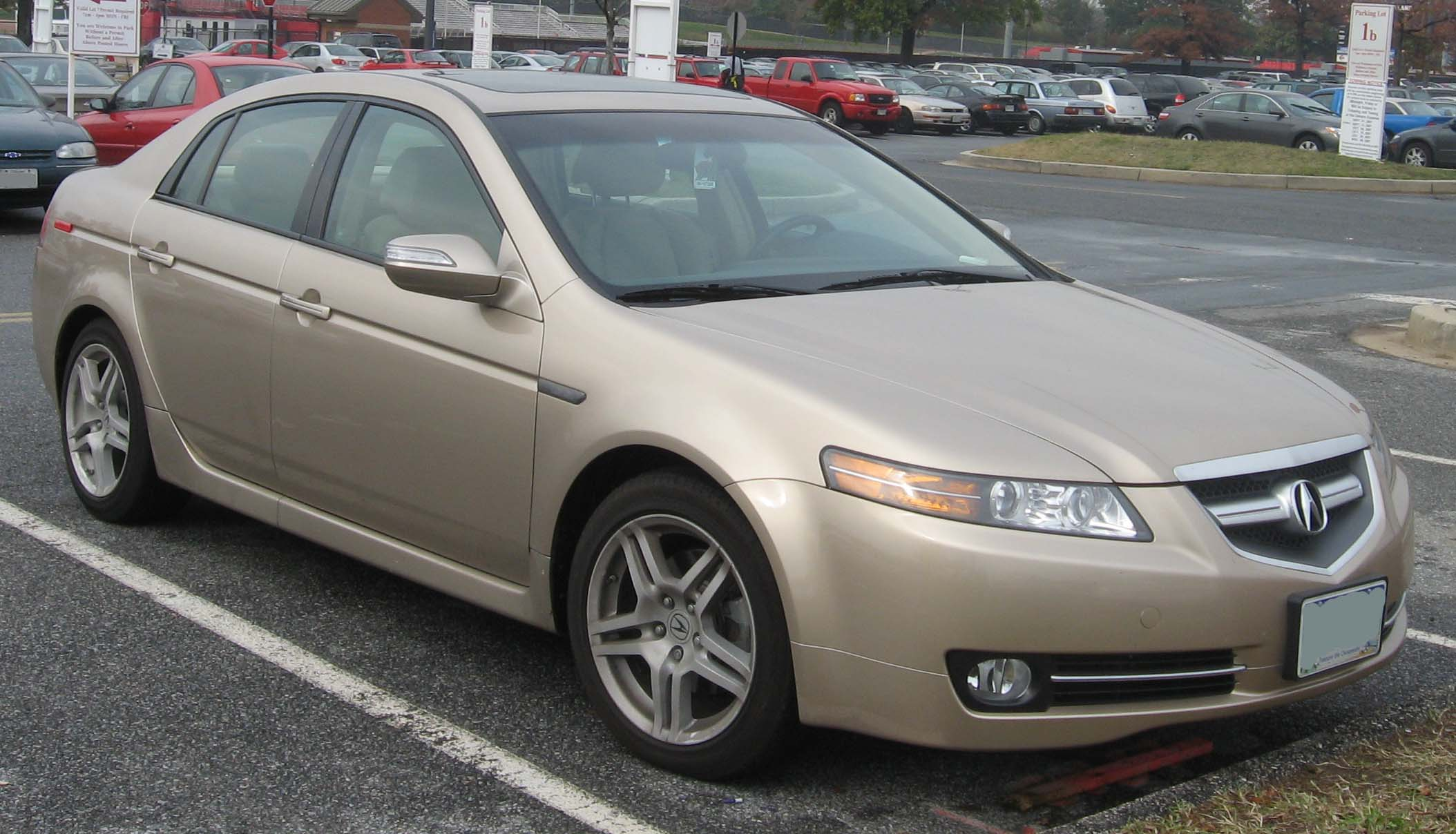
後期型
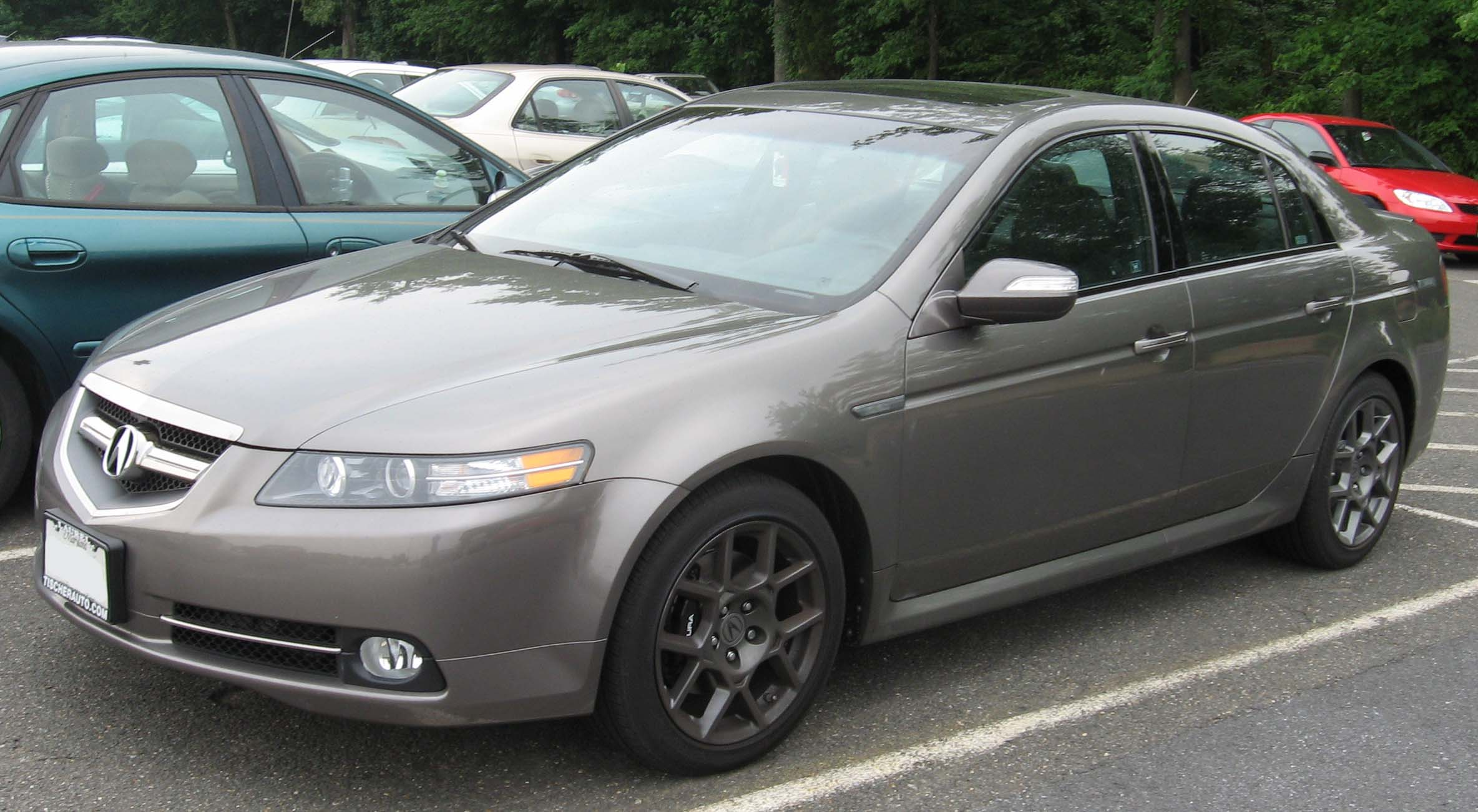
タイプS

## 4代目 UA8/9型（2008年-2014年）
2008年秋に、3度目のフルモデルチェンジを迎えることが、同年7月10日に発表された。
「キーンエッジダイナミック」デザインコンセプトを受け、「パワープレナム」なフロントグリルなどによりアグレッシブな外観となった。ボディサイズは先代よりわずかに大きくなっており、室内も広くなった。ボディはインナーフレームレールのフロア構造など最新の技術が採用され、高張力鋼板の使用率も大幅に増えている。ボンネットやフロントサブフレーム、リアサスペンションのナックルにはアルミニウムが使用されている。
サスペンションにはデュアルステージダンパーや、液封式コンプライアンスブッシュが採用され乗り心地を向上させた。パワーステアリングは電動式となり、トランスミッションはパドルシフト付き5速ATで、5速ATとしてはクラス最大のワイドレシオを持つとしている。
「TL」と「TL SH-AWD」の2モデルがラインナップされ、搭載されるエンジンは「TL」が3.5L V6（280hp）、「TL SH-AWD」がアキュラ・RLにも搭載されるアキュラの現ラインナップで最もパワフルな、吸排気共にVTECが装着された3.7L V6（305hp）である。さらに、「TL SH-AWD」には、高性能四輪駆動システムSH-AWDが採用されている。
「TL SH-AWD」は、サスペンションやEPSのセッティングが「TL」と異なり、内装もアップグレードされている。外観ではリアにSH-AWDロゴが付き、テールパイプは2本から4本出しとなり、フロントのエアダクトが拡大されている。タイヤは「TL」の245/50R17から245/45R18となり、オプションで245/40ZR19のパフォーマンスタイヤが用意される。
両モデルに用意されるテクノロジーパッケージでは8インチVGAモニタを備えるナビゲーションシステム、プッシュ式イグニッションスイッチ付きキーレスアクセスシステム、Acura/ELSサラウンド10スピーカーシステムや、ドップラー気象レーダーマップに新たに対応したAcuraLinkなどが用意される。
2010年モデルの 「TL SH-AWD」には6速MTモデルが追加された。ミッション、クラッチ共に新設計で、サスペンションやEPSの専用チューニング、エンジン、トランスミッションマウント部の強化、ドライブシャフトの耐久性アップなども行われている。坂道発進時に車の後退を防ぐヒルスタートアシストシステムが採用された。5速ATモデルに比べ車両重量は40kg減となり、前後重量配分は59:41（5速ATモデル）から58:42となっている。
2012年モデルではフェイスリフトを受けた。エクステリアは、アグレッシブさを残しつつより洗練され、アキュラ他モデルとのデザイン方向性の一致も図られた。フロントはグリル、ヘッドライトが改良され、新デザインのフォグライトを採用した。バンパーの空力が向上し、オーバーハングも短くなった。リアではバンパーデザインが変更されライセンスプレート位置が変わり、下部の反射板は小型化、テールライトも改良された。ホイールデザインも変更、センターキャップも新しくアキュラのAマークがより立体的になった。
インテリアも計器類や内装仕上げの変更が行われ、ナビゲーションシステムもアップグレードされた。バッテリーマネージメントシステム（BMS）が新たに採用され、バッテリー上がりの防止や寿命を向上させる。
エンジンはコールドエアインレットシステムが改良、スパークプラグも変更されEGR領域が拡大した。トランスミッションは、ATでは5速から6速に変更され、マニュアルモードではダウンシフトパドルを素早く2回引くことで、1速飛ばし（5速から3速のように）でダイレクトにシフトダウンする機能がついた。マルチクラッチロックアップトルクコンバーターの採用などにより、燃費も向上している。
新設の「アドバンスパッケージ」はブラインドスポットインフォメーション（BSI）システムや、6レベルヒーターベンチレーテッドシートが付き、ホイールはFFモデルが18インチ、SH-AWDモデルが19インチとそれぞれ大径化された。

## 日本での販売
日本市場においては、初代及び2代目モデルがインスパイア/セイバーとして販売されていた。3代目および4代目の同型車は、日本では販売されていない。なお、4代目ならびに5代目インスパイアは、北米仕様の7代目ならびに8代目のアコードのV6モデルである。